# ختم إمبراطورية اليابان

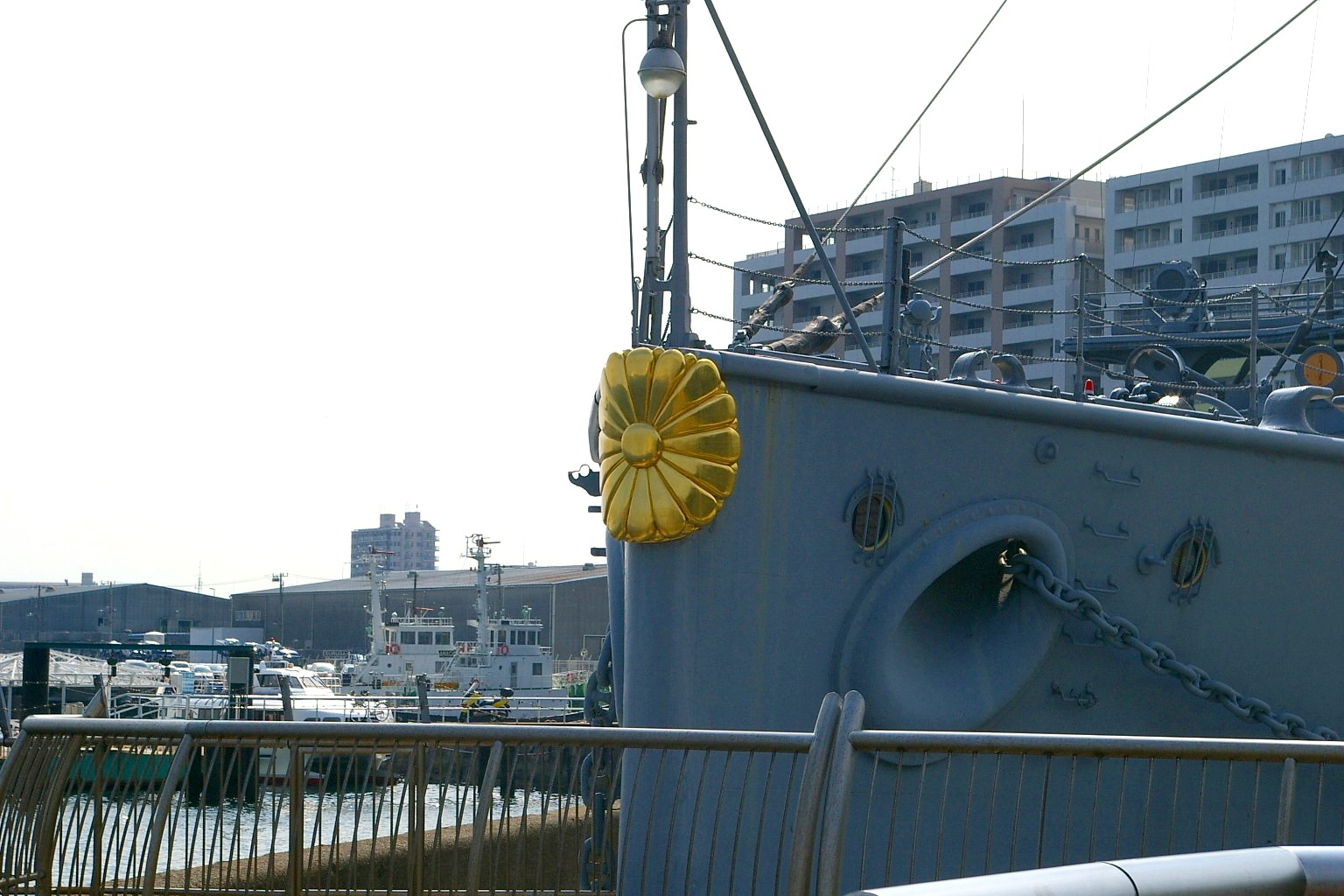
مقدمة البارجة ميكاسا

الختم الإمبراطوري لليابان، ويسمى أيضاً ختم الأقحوان (菊紋 كيكُمون) أو ختم زهرة الأقحوان (菊花紋 كيكُكامون أو 菊花紋章 كيكُكامونشوه)، هو مون أو شارة تستخدم من قبل أعضاء الأسرة الإمبراطورية.

## التاريخ
وفقاً لدستور ميجي، لم يسمح لأي أحد استخدام الختم الإمبراطوري باستثناء إمبراطور اليابان، والذي هو عبارة عن زهرة أقحوان ذات ست عشرة بتلة مع ستة عشر رأس آخر لصف من بتلات تظهر وراء الصف الأول. ولهذا، فكل فرد من أفراد الأسرة الإمبراطورية يستخدم صيغة معدلة بشكل طفيف من الختم. تظهر مزارات الشنتو إما الختم الامبراطوري أو شعارات خاصة تتضمن عناصر من الختم الإمبراطوري.
سابقاً في التاريخ الياباني، عندما نُفي الإمبراطور غو-دايغو، الذي حاول كسر قوة الشوغوناته عام 1333، اتخذ الأقحوانة ذات السبعة عشر بتلة للتمييز بينه وبين خليفته، الإمبراطور كوغون، الذي احتفظ بالمون الإمبراطوري ذي الستة عشر بتلة.

## الوصف
الرمز هو أقحوان صفراء أو برتقالية مع خطوط عريضة وخلفية حمراء وسوداء. القرص المركزي محاط بمجموعة أمامية من 16 بتلة. مجموعة البتلات الستة عشر الخلفية نصف مترنحة بالنسبة للمجموعة الأمامية وظاهرة على حواف الزهرة. مثال على استخدام الأقحوان كونه في شعار وسام الأقحوان.
أفراد الأسرة الإمبراطورية يستخدمون النسخة المعدلة بأربعة عشر بتلة، في حين يُستخدم شكل ستة عشر بتلة في دبابيس وأوسمة، وجوازات أعضاء البرلمان وأشياء أخرى تحمل أو تمثل سلطة الإمبراطور. يُستخدم الختم الإمبراطوري أيضاً في معايير الأسرة الإمبراطورية.

## اقرأ أيضاً
- نشيد اليابان الوطني
- علم اليابان
- ختم اليابان الحكومي